# Dimerco Real Popayán Fútbol Club
Dimerco Popayán era un equipo de fútbol que disputó la Categoría Primera B colombiana. Jugaba sus partidos de local en la ciudad de Popayán, Cauca.

## Historia
El Dimerco Popayán surgió tras los intentos fallidos de tener un club profesional en Popayán con el Deportivo Independiente Popayán de 1995, el paso de la Escuela Carlos Sarmiento Lora en 1998, y el Atlético Popayán en 1999. Sin embargo el equipo no prosperó.
A pesar de que el Dimerco Popayán clasificó a los cuadrangulares semifinales de la temporada 2003 quedando sexto en el todos contra todos con 47 puntos y luego cuarto del grupo B con 3 puntos siendo superado por Pumas de Casanare, los problemas económicos hicieron que la ficha fuera vendida por orden de la División Mayor del Fútbol Colombiano. El año siguiente el club se convirtió en el Valledupar Fútbol Club.

## Datos del Club
- Temporadas en 1.ª: 0
- Temporadas en 2.ª: 2 (2002-2003).
- Mejor puesto: 2°: 6° (2003-Todos contra todos).

## Uniforme
- Uniforme titular: Camisa blanca, bordes amarillo y azul; Pantalón azul, bordes blancos y amarillos; Medias blancas.
- Uniforme alternativo: Camisa negra, franja blanca; Pantalón negro, franja blanca; Medias blancas.[7]

## Jugadores
En la temporada del club en la Categoría Primera B 2003 estaban en la nómina los jugadores Mario Sergio Angulo, Diego Chica, Pedro Pino y Joaquín Pitre.

## Entrenadores
En su corta historia, el club fue dirigido por los colombianos Carlos Valencia y Nelson Abadía.